# 武田弘
武田 弘（たけだ ひろし、1934年（昭和9年）9月12日 - 2023年（令和5年）9月11日）は、日本の地球科学者。専門は鉱物学や結晶学を基礎とした、固体地球惑星物質科学。東京大学名誉教授。

## 業績
太陽系の始原的物質が部分溶融と分化を繰り返し，分化した小惑星や月のような小天体を経て地球に至る「固体惑星物質進化」という新概念を提唱し，それを発展させてきた。なお，鉱物学への寄与により，岡山県高梁市の布賀鉱山から発見された新鉱物が，武田石（Takedaite, Ca3B2O6）と命名されている。また2001年には、小惑星(4965)Takedaにも名前が付けられている。

## 略歴
- 1957年 岡山大学理学部化学科卒業。
- 1962年 東京大学大学院数物系研究科博士課程修了、9理学博士。「X-ray study of zinkenite : a new approach to the solution of the structures of complex sulphides(ジンケナイトのX線による研究 : 硫塩鉱物の構造解析に対する新しい試み)」。東京大学理学部助手。
- 1970年 東京大学理学部講師。
- 1974年 東京大学理学部助教授。
- 1984年 東京大学理学部教授。
- 1995年 東京大学退官・名誉教授。
- 1999-2000年 琉球大学理学部教授。
- 2004-2006年 千葉工業大学付属総合研究所教授。

## 受賞歴
- 1996年 Public Service Medal (アメリカ航空宇宙局) 。
- 2002年 創立50周年記念特別賞 (日本鉱物科学会) 。
- 2009年 渡邉萬次郎賞 (日本鉱物科学会) 。
- 2010年 レオナード・メダル (国際隕石学会) 。

## 主な著書
- 武田弘「惑星の物質科学」UPアース・サイエンス、東京大学出版会、1982年。
- 武田弘「失われた原子惑星－太陽系形成期のドラマ」（中公新書）、中央公論社、1991年。ISBN-13: 978-4121010056
- 武田弘「固体惑星物質進化」、現代図書、2009年。ISBN-13: 978-4862990068

## 関連リンク（出典）
- 渡邉萬次郎賞第26 回受賞者
- 武田弘（なかよし論文データベース）